# Щуцький Броніслав Стефанович
Бронісла́в Сте́фанович Щу́цький (нар. 13 квітня 1941) — український музикант (альтист) і педагог, концертмейстер оркестру Національної опери України, народний артист України.

## Життєпис
Грі на альті навчався у Київському музичному училищі ім. Р. М. Глієра (клас Леоніда Давидовича Костенка).
1960—1969 — навчання в Київській консерваторії імені Петра Чайковського (спочатку в класі професора З. О. Дашака, останній рік — у Б. Б. Палшкова).
1960—1963 — паралельно з навчанням працював в оперній студії консерваторії помічником концертмейстера групи альтів.
1963—1969 — концертмейстер Київського камерного оркестру під керівництвом А. Шароєва.
1969—1976 — артист оркестру Державного ансамблю народного танцю України під керівництвом П. Вірського.
З 1976 року є концермейстером альтів оркестру Національного академічного театру опери та балету України імені Тараса Шевченка.
З 1981 року викладає в Київській консерваторії. З 1997 — доцент кафедри струнно-смичкових інструментів.
Серед його учнів: В. Федоришин (професор, заслужений діяч мистецтв України), І. Бутрій (лауреат міжнародного конкурсу), В. Салтанова, І. Борисов, С. Лур'є, Т. Рибачек, П. Голубовський, І. Ковпак, Р. Борковський, Б. Дениско, Я. Венгер, О. Криса, В. Дашук, знані музиканти і педагоги, які працюють у провідних музичних установах України та інших країн світу.

## Визнання
- 2001 — заслужений артист України[3]
- 2017 — народний артист України